# ICON A5
«ICON A5» — американский сверхлёгкий гидросамолёт, разработанный компанией ICON Aircraft. Первый лётный образец создан в 2008 году, первый серийный самолёт выпущен в 2015 году. A5 относится к классу сверхлёгких спортивных самолетов (LSA, Light-sport aircraft), появившемуся относительно недавно: в 2004 году в США и в 2011 году в Европе.

## Конструкция и дизайн
Высокоплан типа летающая лодка с фюзеляжем из углеродного волокна и убирающимся шасси. Кабина шириной 116.8 см вмещает двух человек. Оснащается мотором Rotax 912 iS мощностью 100 л.с. (75 КВт) и трёхлопастным толкающим воздушным винтом. Крылья складываются вручную или с помощью опционального электромеханического привода.

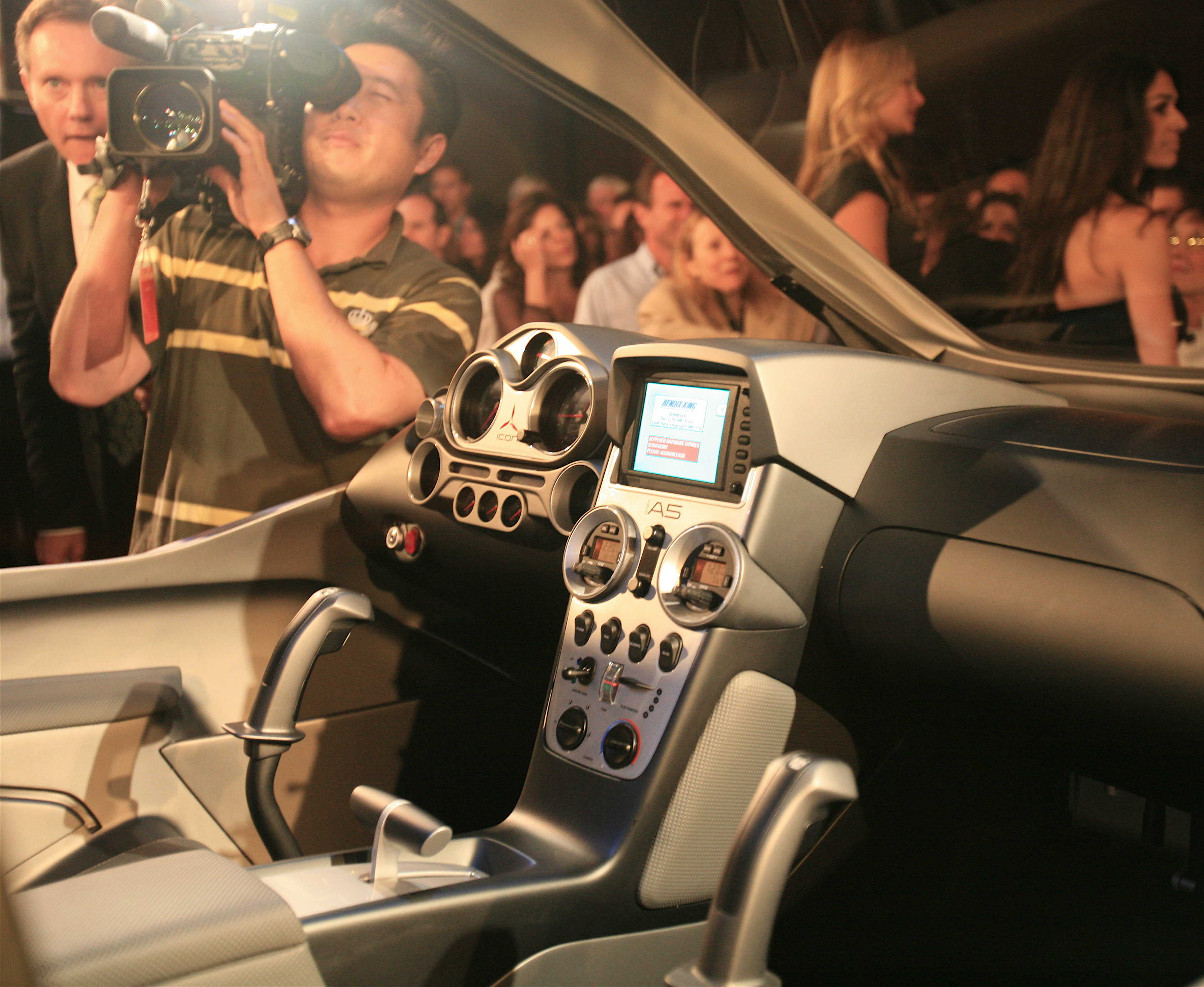
Интерьер кокпита напоминает скорее автомобиль, нежели самолёт

Фюзеляж самолёта имеет спонсоны для уменьшения крена на воде, концы крыльев оснащены поплавками. Крыло и другие элементы фюзеляжа спроектированы для максимального сопротивления сваливанию, кроме того, в кабине присутствует индикатор угла атаки. Самолёт оснащается аварийным парашютом, способном безопасно приземлить самолёт целиком без необратимых повреждений фюзеляжа. Эта система является обязательной для всех ICON A5, зарегистрированных в США и опциональной в других странах. Органы управления максимально упрощены по сравнению с другими самолётами этого типа, а кабина скорее напоминает интерьер автомобиля, нежели самолёта.

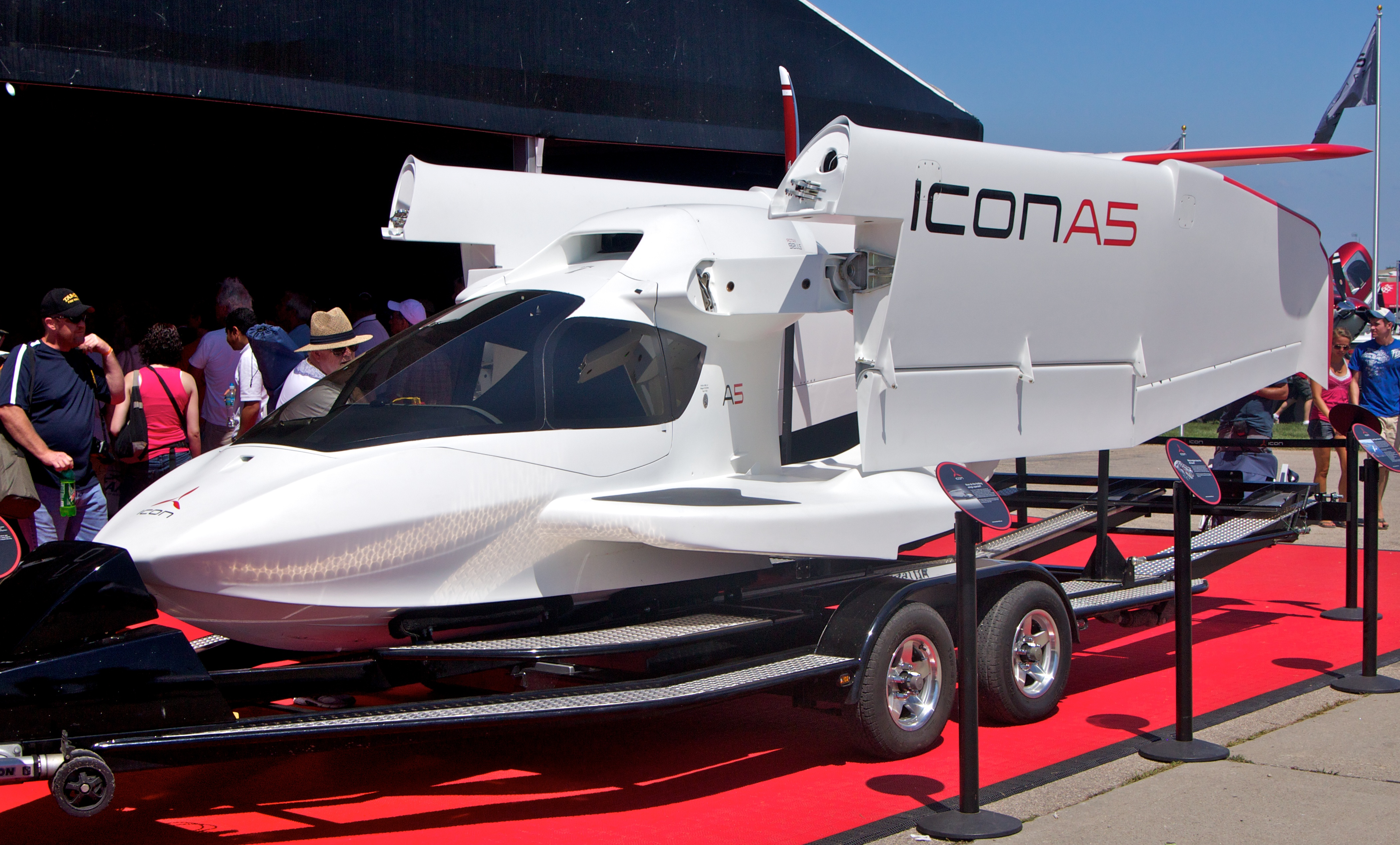
В транспортном положении со сложенными крыльями

## Технические характеристики
Данные на основе официального сайта и брошюры.

### Основные
- Длина: 7,01 м
- Размах крыльев: 10,61 м
- Высота: 2,47 м
- Максимальная взлётная масса: 686.4 кг
- Полезная нагрузка: 195—249 кг
- Багаж: 27,2 кг
- Запас топлива: 76 л (автомобильный бензин с октановым числом 95, то есть АИ-95, или авиационный бензин 100LL)
- Двигатель: Rotax 912 iS (инжекторный, с воздушно-водяным охлаждением, 4 цилиндра, 100 л.с. / 75 кВт)
- Воздушный винт: трёхлопастной, из композитных материалов

### Лётные качества
- Макс. скорость: 176 км/ч
- Дальность полёта: 791 км
- Разбег при взлёте (на суше / на воде): 220 м / 280 м
- Пробег при посадке (на суше / на воде): 160 м / 260 м

### Авионика
- GPS-приёмник
- УКВ-радио
- Ответчик режима Mode C

## История
В 2004 году Федеральное управление гражданской авиации США ввело новый класс легких спортивных самолётов — LSA (Light-sport aircraft). Это дало толчок разработке целого ряда самолётов этого типа как в США, так и за их пределами. Одной из таких компаний стала ICON Aircraft, основанная бывшим военным лётчиком Кирком Хокинсом и инженером Стином Стрэндом.
В 2007—2008 годах был разработан первый прототип ICON A5, оборудованный временным вариантом кабины. Официальная презентация прошла 11 июня 2008 года, а первый полёт он совершил в июле 2008 года.
С 2008 по 2014 год два протипа совершили более 700 испытательных полётов. Первый серийный образец был представлен публике и совершил свой первый полёт 27 июля 2014 года на авиашоу EAA AirVenture Oshkosh (Ошкош, Висконсин).
Первые серийные самолёты были готовы в мае 2015 года, но переданы клиентам лишь после 11 июня 2015 года, когда был завершён процесс аудита ФАА. 20 июля 2015 года первый серийный A5 был подарен клубу EAA Young Eagles.
В июне 2015 года компания сообщила, что получила предзаказы на 1250 экземпляров самолёта.
В мае 2016 года было объявлено, что производство самолётов будет приостановлено с целью оптимизации процесса производства, значительная часть сотрудников будет уволена. Вместо запланированных 175 самолётов в 2016 году будет произведено только 20. Оптимизация позволит развернуть более масштабное производство, начиная с 2017 года.
В октябре 2017 года компания объявила о значительном увеличении цен — от 30 % до 50 % в зависимости от комплектации. Стоимость базовой модели теперь составляет 269 000 долларов США, а модели в максимальной комплектации — 389 000 долларов США. Это значительно больше, чем указанная в начале производства (в 2008 году) цена в 139 000 долларов.
В августе 2019 года компания объявила о сокращении производственного персонала на 40 % в связи с недостаточным спросом.

## Происшествия
| Дата          | Бортовой номер | Место                      | Жертвы/на борту | Краткое описание |
| ------------- | -------------- | -------------------------- | --------------- | --- |
| 08 мая 2017   | N184BA         | Вакавилль, Калифорния, США | 2/2             | В бреющем полёте над озером, пилот направил самолёт в тупиковый каньон (вероятно, спутав его с другим каньоном, ведущим на открытую воду). При попытке развернуться на 180 градусов на малой высоте самолёт столкнулся с землёй. |
| 7 ноября 2017 | N922BA         | Холидэй, Флорида, США      | 1/1             | Известный американский бейсболист Рой Халлидей разбился в Мексиканском заливе. По итогам расследования в организме пилота были обнаружены наркотические вещества.                                                                |

## Награды
Новаторский подход к дизайну самолёта принёс модели целый ряд наград сразу после появления первого предсерийного прототипа.
- 2008 Popular Science 100 лучших инноваций года[18]
- 2009 IDEA/BusinessWeek Design Award — победитель в категории «Транспорт»[19]
- 2009 I.D. Annual Design Review[20][21]
- 2009 IDSA International Design Excellence Award — золото в номинации «Транспорт»[22]
- 2009 IDSA International Design Excellence Award — выбор аудитории[23]
- 2009 Gold Spark Design Award[24]
- 2010 Wallpaper* «Изобретение года, улучшающее нашу жизнь» — приз жюри[25]
- 2010 Red dot — победитель в номинации «Дизайн»[26]

## В культуре
- ICON A5 является доступным игроку самолётом в компьютерной игре Microsoft Flight Simulator 2020
- ICON A5 виден в одной из сцен фильма «Рыцарь дня»[27]